# Nevrokirurgija
Nevrokirurgija je veja medicine, ki se ukvarja z operacijami živčevja, (velikih in malih možganov, možganskega debla, hrbtenjače, živcev). Zdravnik-kirurg, ki je specialistično usposobljen za izvajanje tovrstnih operacij, se imenuje nevrokirurg.